# Дермидишлийско македонско благотворително братство
Дермидишлийското македонско благотворително културно-просветно братство „Борис Сарафов“ е организация на бежанците от областта Македония, установили се в пловдивското село Демирдишлии.

## История
Основано е на 18 януари 1931 година от бежанци от Егейска Македония. Избран е за патронен празник Свети Дух. На 25 април 1938 година братството има 15 редовни членове, които избират настоятелство в състав Атанас Ангелов Гулев (председател), Киро Георгиев Николов (подпредседател), Петър Ст. Техмеджийски (секретар), а в контролната комисия са Борис Стоев Гулев (председател) и Петър Спасов Грозданов (член).